# João de Almada
D. João d'Almada, moço fidalgo, fidalgo escudeiro (1596), foi um nobre português. estudou cânones na Universidade de Coimbra, mas trocou aquela vida pela carreira das armas. Tomou parte na expulsão dos mouriscos do Reino de Valência e na acção de Mamora.
"A Freguesia de S. Cristóvão", 1º vol. de Ferreira de Andrade, na pág. 58, lê-se:
"Na Paroquia de S. Cristóvão realizou-se em 14 de Maio de 1613 o seu casamento de D. João d'Almada com D. Teresa Ximenes de Aragão.
Ele, D. João d'Almada (que era o 3º filho de D. Antão Soares d'Almada, Senhor dos Lagares d’El-Rei e de Pombalinho, etc., e de D. Vicencia de Castro, filha de Rui Pereira da Silva, Alcaide Mór de Silves), morava ... na actual Rua do Regedor. Ela, D. Teresa, era filha de Duarte Ximenes de Aragão e de D. Catarina de Aragão ....".
Num volume de registos paroquiais da freguesia de Sta. Justa, que a Câmara Municipal de Lisboa editou, encontra-se:
"Aos 2 do mês de Março de 1574 baptizei a Joane filho de D. Antão e de D. Vicencia, foi compadre D. Manuel e comadre....."

## Dados genealógicos
Filho de: D. Antão Soares de Almada
e de: D. Vicência de Castro
Casou com:
- D. Teresa Ximenes da Veiga, filha de Duarte Ximenes de Aragão e de Catarina da Veiga[3]; neta paterna de Tomás Ximenes de Aragão e de Teresa Vasques de Elvas; neta materna de Rui Lopes da Veiga e de sua mulher e prima Leonor Rodrigues da Veiga. Todos estes, ascendentes da sua mulher, foram mercadores riquíssimos de origem judia que, ao surgirem os conflitos com o Santo Ofício, saíram de Portugal para fundar uma casa bancária em Antuérpia e deram origem a importantes famílias da Nobreza Belga.

Tiveram:
- D. José de Almada, que herdou a casa de seus pais e casou duas vezes.
- A primeira com D. Inês Maria de Meneses, filha de Henrique Correia da Silva Pereira de Berredo e de D. Maria de Meneses; neta paterna de Ambrósio Pereira de Berredo, Comendador de São Mamede, Almirante da Armada, etc.[4], e de D. Joana de Meneses; neta materna de D. Diogo de Meneses e de D. Inês Bugalho.

- A segunda com D. Filipa, filha do desembargador João Miles de Macedo[5] (há genealogistas que sugerem que este seria John Miles, mercador inglês estabelecido em Lisboa).

Não teve filhos de nenhum dos casamentos.
Teve ilegítimos:
- D. Manuel de Almada, que morreu novo.
- D. Mariana de Almada, que foi freira em Santa Clara de Lisboa.

## Ver Também
- Almada (família)